# 伊里其乡
伊里其乡，是中华人民共和国新疆维吾尔自治区和田地區和田市下辖的一个乡镇级行政单位。

## 行政区划
伊里其乡下辖以下地区：
克孜克代尔瓦扎村、纳瓦克村、肖拉克村、托万阿热勒村、阿热勒村、赛其阿克塔什村、阿热肖拉克村、阿热坎特村、苏开墩村、依盖尔其村、阿克铁热克村和亚甫拉克村。